# Ca l'Estudiant
Ca l'Estudiant, Can Serracanta o Ca n'Ensesa, és un monument protegit com a bé cultural d'interès local del municipi d'Esplugues de Llobregat (Baix Llobregat).

## Descripció
Es tracta d'una masia de planta basilical estructurada en tres cossos. El cos central posseeix planta baixa, pis i golfes, amb coberta a dues aigües. Els laterals, sense golfes, tenen la coberta a un vessant. La façana, originàriament simètrica, ha sofert intervencions. A més s'han afegit nous annexos tot modificant la seva imatge. Té un revestiment d'estuc blanc.

## Història
És un edifici possiblement anterior al segle XVIII; tot i que no hi ha documentació. L'única referència històrica de la casa la dona el rellotge de sol de la façana principal que té la inscripció "Casa Ensesa. Ave Maria Pura 1761", però és d'una restauració tardana. El 1870 surt en un plànol amb el nom de Ca l'Estudiant. Després s'ha conegut com a Can Serracanta, nom del seu propietari. L'any 1950 la va comprar Joaquim Ensesa.